# Stéphane Bortzmeyer
Stéphane Bortzmeyer est un informaticien français spécialiste des réseaux informatiques.

## Biographie
Dès 1994, alors qu'il travaille au CNAM il est à l'origine de l'un des premiers sites français mis en ligne, consacré à l'Armada de Rouen.

### Un pionnier de la promotion du chiffrement en France
Dans sa « contre-histoire d'Internet », Félix Tréguer présente Stéphane Bortzmeyer comme un pionnier de la promotion du chiffrement dans les échanges numériques. Dès novembre 1994, il est l'un des premiers informaticiens français à revendiquer officiellement l'utilisation de logiciels tels que PGP pour authentifier l'origine des courriels. De tels logiciels étaient alors réservés à un usage militaire. À cette fin, il fait une demande auprès de la Délégation interministérielle pour la sécurité des systèmes d’information, qui sera refusée.
Début 1995, il signe une tribune dans le journal Le Monde pour rendre publique cette revendication visant à défendre la vie privée des citoyens et à renforcer la confiance dans les échanges en ligne. En réponse à une tribune contradictoire de Joël de Rosnay dans Libération, Stéphane Bortzmeyer affirme que « le cryptage est trop sérieux pour être laissé aux militaires ».
Selon Félix Tréguer, « cet épisode aura contribué à l’émergence du mouvement de défense des libertés publiques dans l’espace public numérique [français] ».

### Activités actuelles
Stéphane Bortzmeyer est informaticien à l’Association française pour le nommage Internet en coopération (Afnic). Il s'occupe entre autres de recherche & développement et de sécurité, notamment du DNS,. Il est membre de Gitoyen[réf. nécessaire] et fut membre du conseil d'administration de France-IX, le principal point d'échange Internet français. Participant activement aux activités de l'IETF, il est l'auteur de plusieurs RFC, notamment liées aux questions de DNS et de vie privée,.
Il participe à l'animation du site anti-rev.org, qui lutte contre la négation de la Shoah en France.

## Publication
- Cyberstructure : L'Internet : un espace politique, Caen, C & F Éditions, décembre 2018, 270 p. (ISBN 978-2-915825-87-9), prix du livre Cyber 2019 catégorie cybersécurité dans le cadre du Forum international de la cybersécurité[14]